# Раджасуя
Раджасу́я — ведийское жертвоприношение, проводимое теми древнеиндийскими царями, которые считали себя достаточно могущественными для того, чтобы стать императорами, то есть повелителями других царей, приняв титул «самраджа».
В ходе ритуала окрестные цари являлись с дарами, выражая тем самым вассальную покорность. Детальное описание раджасуи содержится в индуистском эпосе «Махабхарата» («Сабхапарва», 30-42). И, хотя, Махабхарата не является ведийским эпосом (относится к индуистскому периоду), американский переводчик и исследователь индийского эпоса Й. А. Б. ван Бёйтенен в своём комментарии к «Сабхапарве» подробно анализирует ритуал раджасуя. Также как и другое крупное ведийское жертвоприношение, ашвамедха, раджасуя проводилась после возвращения генералов царя (в большинстве случаев это были члены царской семьи, такие как сын или брат) из успешной военной кампании. Одержав победу над правителями других государств и собрав с них дань, царский генерал приглашал побеждённых царей принять участие в церемонии раджасуи. Все они принимали проводящего жертвоприношения царя как своего императора. В случае с ашвамедхой, царская армия следовала за отпущенным на волю конём и призывала правителей всех встретившихся на пути царств стать вассалами царя, пославшего коня. В случае с раджасуей конь не использовался и генералы сами планировали военную кампанию. Жертвоприношения раджасуя стоили дороже и потому проводились реже, нежели ашвамедха.
Самым известным жертвоприношением раджасуя было проведённое царём Пандавов Юдхиштхирой. Его подробное описание содержится в «Махабхарате». Раджасую также провели многие правители династии Чола.